# Marisa Barrena Larruzea
Marisa Barrena Larruzea (Amorebieta-Echano, Vizcaya, 26 de abril de 1951) es una profesora, psicopedagoga, activista, promotora del euskera, wikimedista y feminista. 

## Biografía
Nació en Amorebieta-Echano, en el caserío Aldekoena, donde eran inquilinos y de donde su familia fue desahuciada, cuando ella tenía 8 años. Entonces se fueron a vivir al caserío Erkoles en Euba y en 1982 se trasladó a Durango con su familia.

### Trayectoria profesional
Hizo sus primeros estudios en la escuela pública, y el bachillerato elemental en el colegio Karmengo Ama de Amorebieta-Echano. A los 14 años cursó estudios de Comercio y a los 15 empezó a trabajar como administrativa en la fábrica cooperativa Ekin de Amorebieta-Echano. Con 18 años impartió clases de euskera voluntariamente en las aulas cedidas por los jesuitas en Durango.
Después de trabajar en Ekin durante diez años, se incorporó a la Asociación de Ikastolas, como secretaria general de Vizcaya. Cuando surgió el conflicto entre ikastolas públicas y privadas, decidió cambiar su camino y retomó su vocación de siempre, la enseñanza. Tras superar las oposiciones de HABE, y, tras un breve período de tiempo en 1982 en el Euskaltegi Municipal de Mondragón, en septiembre de ese mismo año trabajó en el euskaltegi piloto HABE de Bilbao (creado para servir de modelo al resto de euskaltegis). Además simultaneó el trabajo con los estudios de Magisterio. Tras la suspensión de aquel proyecto piloto, ejerción durante algunos años como profesora de profesores en IRALE (Servicio de Formación del Profesorado en Euskera) y participó en el impulso al Barnetegi de Amorebieta-Echano. Posteriormente y, tras dejar ese proyecto,  hizo los estudios de  Psicopedagogía y estudió las motivaciones de alumnos y profesores del Duranguesado. Se jubiló en 2015.

### Trayectoria activista

#### Militancia política
Durante el franquismo, participó activamente en movimientos en su contra. En 1975 fue detenida por la Guardia Civil, acusada de propaganda ilegal, y torturada durante tres días en el cuartel de Amorebieta-Echano.

En cuanto a los partidos políticos, primero fue militante de HASI, y luego de Euskadiko Ezkerra, hasta que lo dejó. Desde entonces, no se ha afiliado a ningún partido político. 

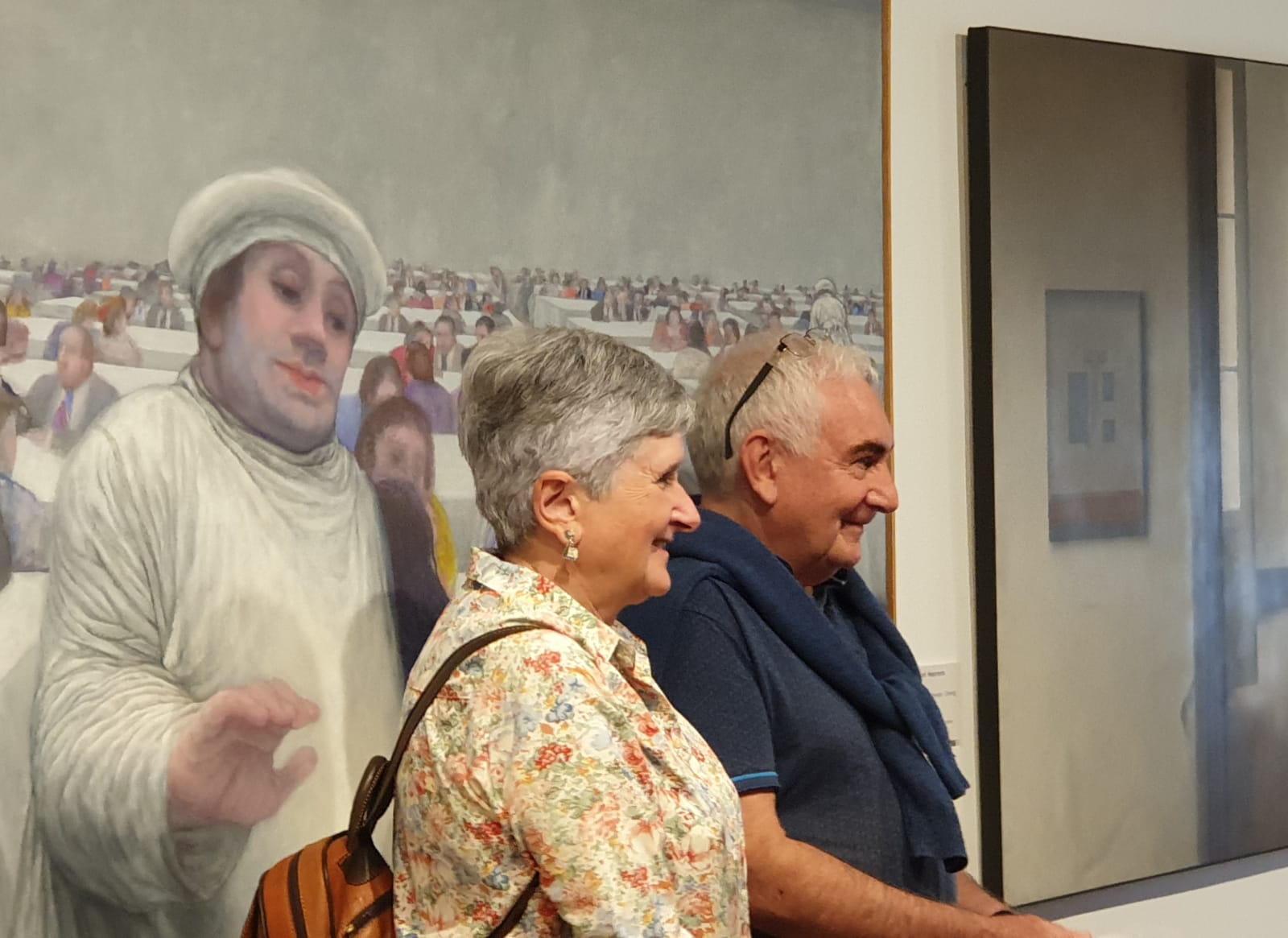
Jornada Hitzez eta Ahotsez 2022, Marisa Barrena y Joseba Sarrionandia

#### Promoción del euskera
En diferentes instituciones y asociaciones, además de docente, también ha trabajado como coordinadora, examinadora, creadora de materiales y técnica, como por ejemplo en Ikastolen Elkartea, en HABE, IRALE, Gobierno Vasco y en varios euskaltegis.

Trabajó como editora en la revista infantil Kili-Kili, fundada en la década de 1960. En 1969 comenzó a dar clases de euskera como profesora voluntaria y en 1972 participó en campañas de alfabetización y euskaldunización en Durango.

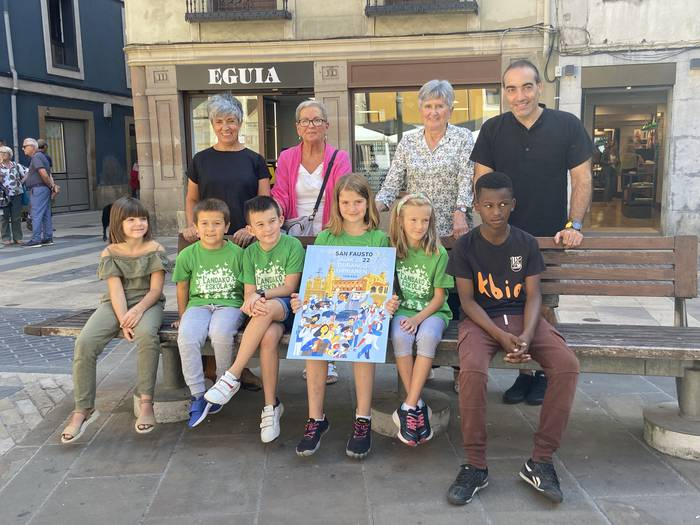
Las txupineras de 2022. De pie, de izquierda a derecha: la alcaldesa de Durango, Inma Garrastatxu, las txupineras mayores, Amparo Ereñaga y Marisa Barrena, y el teniente de alcalde, Julián Ríos. Sentados: los alumnos de la escuela de Landako, txupineros txikis

Desde 2014 viene siendo creadora e impulsora, junto con otras 5 personas euskaltzales, de la iniciativa literaria Hitzez eta ahotsez, que se celebra anualmente en Durango. El proyecto se centra en charlas, coloquios y lecturas públicas. El primer año el tema fue Sarri, Hitzez eta Ahotsez, que fue seguido en las siguientes ediciones por los temas referidos a El Mar, Escritores del Duranguesado, Viajes, Tierra, Libertad, Amory Sueños.
Desde 2015 participa en el programa Mintzanet, que permite practicar euskera en línea y de forma gratuita.Además es coordinadora en Durango del proyecto ERRIGORA con el objetivo de ayudar a las ikastolas de Navarra.

#### Danzas vascas
Desde los años 90 impulsa el grupo de danza Kriskitin en Durango, con el objetivo principal de trabajar la interculturalidad y la igualdad. Además de hacer reflexión interna, han realizado labores de sensibilización en el pueblo y alrededores y desde 2015, las mujeres también comenzaron a participar en diversas danzas que antes eran solo para hombres.

#### Feminismo
En 2005, fue cofundadora de la Asociación Andereak de Durango.  Fue txupinera en las fiestas de San Fausto de 2022, junto con Amparo Larrañaga también del grupo Andereak.Imparte conferencias y talleres en escuelas e institutos, con el objetivo de visibilizar a las mujeres entre las generaciones más jóvenes. Es colaboradora en Radio Segura, atendiendo cada quince días a las efemérides, con el objetivo de visualizar a las mujeres. En la misma línea, a partir de septiembre de 2022, también participa quincenalmente en el programa Faktoria de Radio Euskadi (los lunes por la mañana y sobre las 10). 
Desde 2019, participa en el proyecto Wikiemakumeok, creando y traduciendo al euskera biografías de mujeres en la Wikipedia en euskera.Ha impulsado grupos de edición Wikiemakumeok en Arratia y Oyarzun, y coordina los grupos Wikipedia en euskera y Wikiemakumeok del Duranguesado.

#### Derechos humanos
Es miembro de la plataforma Durango en la Asociación Ongi Etorri Errefuxiatuak Durango.

## Difusión
Es colaboradora habitual de la revista Anboto y del diario digital Durangon.com, escribiendo columnas de opinión,además de haber participado en la revista Astola: ikerketa eta historia sobre los carnavales de Durango, Durangoko aratusteak (2014) y en el movimiento de alfabetización de euskera en el Duranguesado, Alfabetatze euskalduntze mugimendua Durangaldean 1964-1979.
Además tradujo en 2005 la obra Mario y los pájaros (Mario eta txori zuriak), y en 2009 participó en la publicación seriada Bidegileak con la biografía de Isabel Lertxundi Barañano.Asimismo, por un lado, en 2012 fue la coordinadora y participó en los textos del libro Kriskitin 25 urte, que publicó el grupo de danzas en conmemoración de los 25 años, y por otro lado, es la autora de la letra de la música creada por Andrés Granados en 2013 Kaixo Durango.
Publica diariamente en redes sociales efemérides de personas ilustres de todos los ámbitos, especialmente de mujeres, para darles visibilidad a ellas y a la propia Wikipedia en euskera.

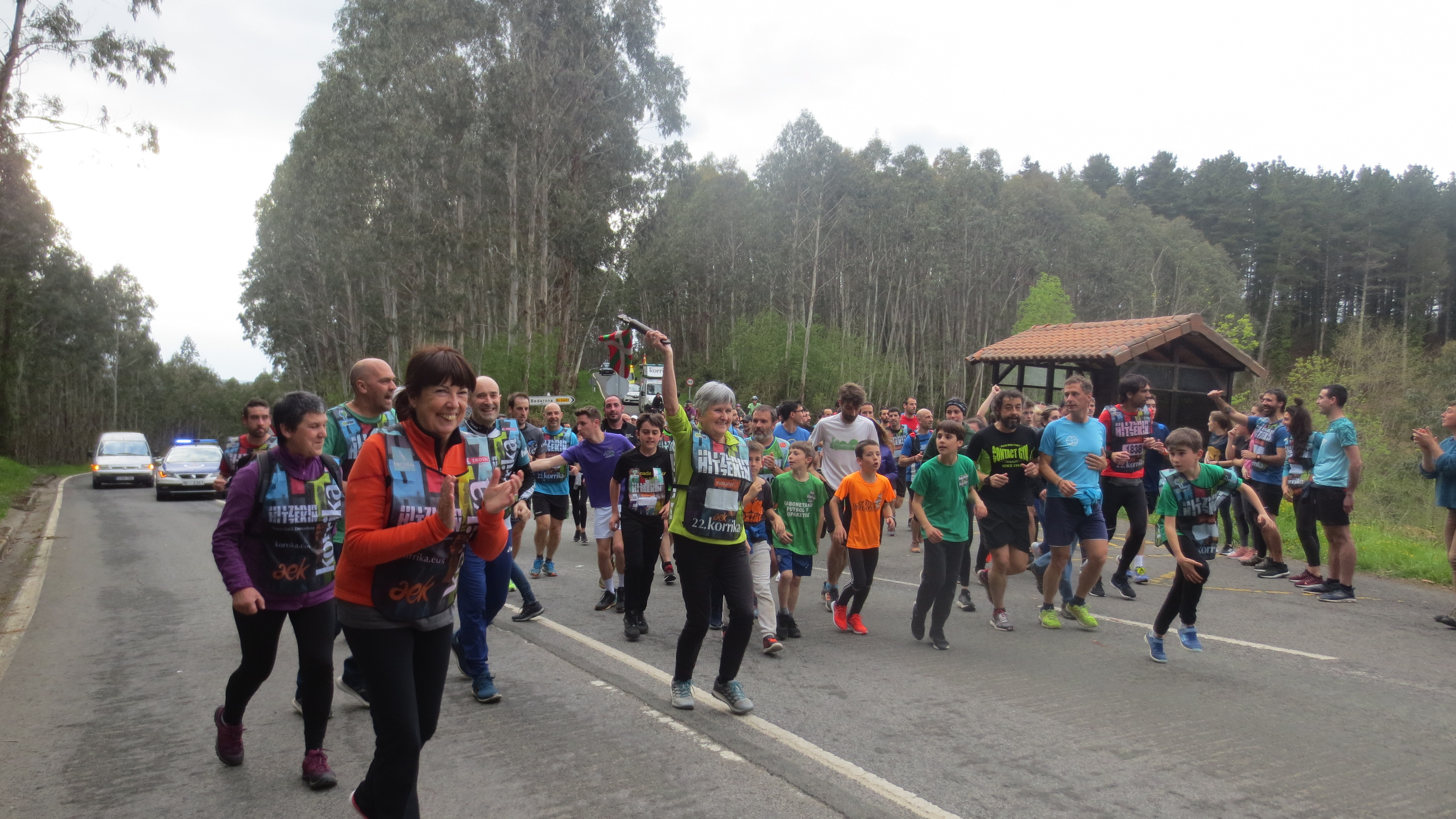
Marisa Barrena, del grupo Wikiemakumeok, lidera el testimonio de Korrika 22.

## Premios y reconocimientos
- En 2017, premio Bidelagun Onena, en el Día de Mintzanet.[37]
- En 2020 ganó el concurso para incrementar la presencia de mujeres de la Wikipedia en euskera.[38]
- Llevó el testigo en la Korrika 2022 en el kilómetro de Euskal Wikilarien Kultura Elkartea.
- Hizo el pregón de las fiestas de San Fausto 2022 de Durango y tiró el cohete junto a Anparo Ereñaga, por su trayectoria en movimientos sociales durante muchos años, especialmente en movimientos relacionados con el feminismo y el euskera.[21][19][22][20]
- Estuvo nominada a los premios Manuel Lekuona 2022.[5][6][7]